# أيروفيرونمنت
شركة أيروفيرونمنت. هي شركة مقاولات دفاعية أمريكية، مقرها الرئيسي في أرلينغتون، فرجينيا ، تُصمم وتُصنّع الطائرات بدون طيار . أسسها بول ب. ماكريدي الابن ، مصمم الطائرات التي تعمل بالطاقة البشرية ، عام ١٩٧١. تشتهر الشركة بمركباتها خفيفة الوزن التي تعمل بالطاقة البشرية والطاقة الشمسية. تُعد الشركة المورد الرئيسي للطائرات بدون طيار الصغيرة للجيش الأمريكي، ولا سيما طرازات رافين و 

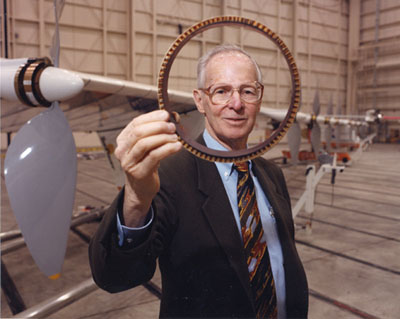
يُظهر بول ماكريدى ، مؤسس ورئيس مجلس إدارة شركة أيروفيرونمنت السابق، مقطعًا عرضيًا لجناح النموذج الأولي لطائرة أيروفيرونمنت/ ناسا هليوس.

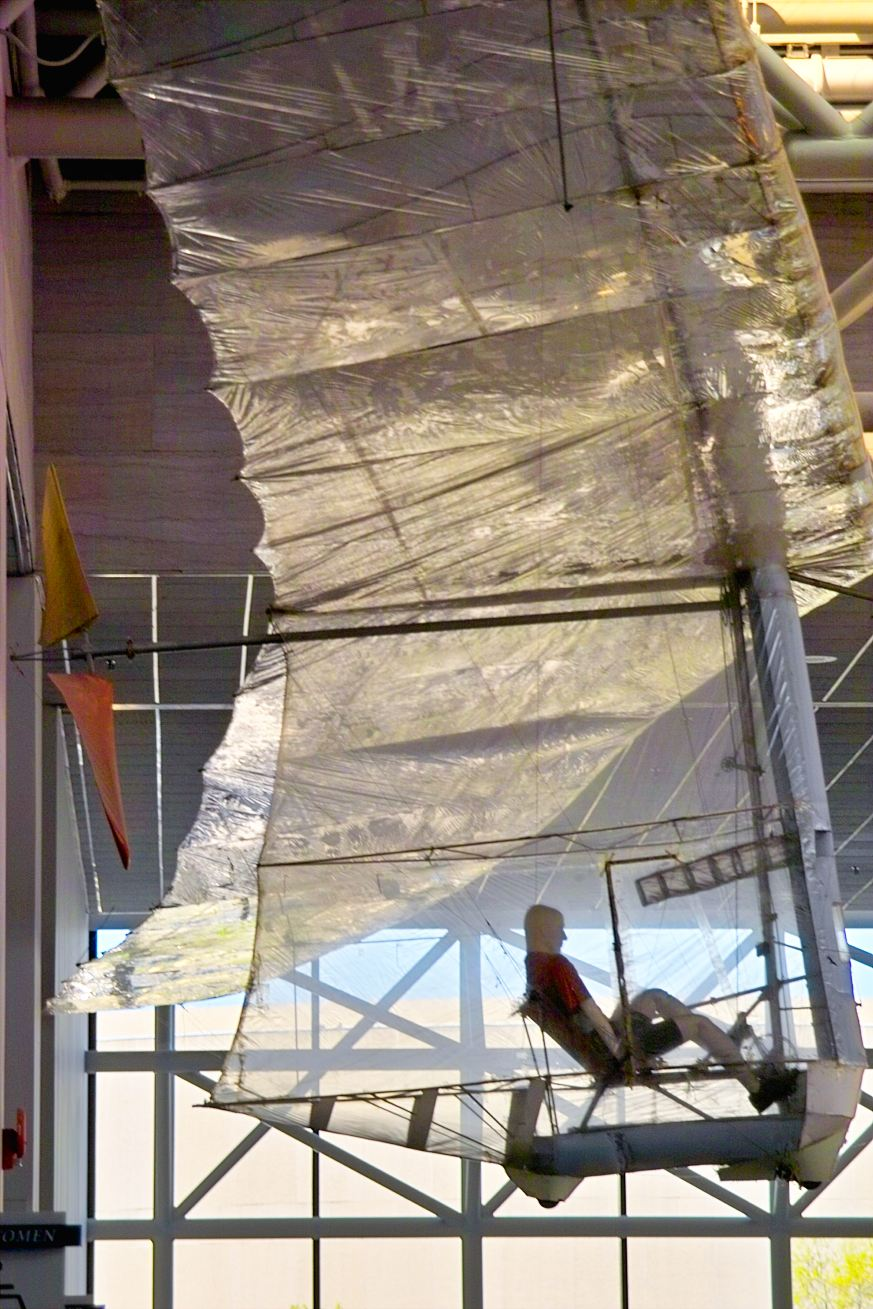
جوسامر كوندور في ناسم

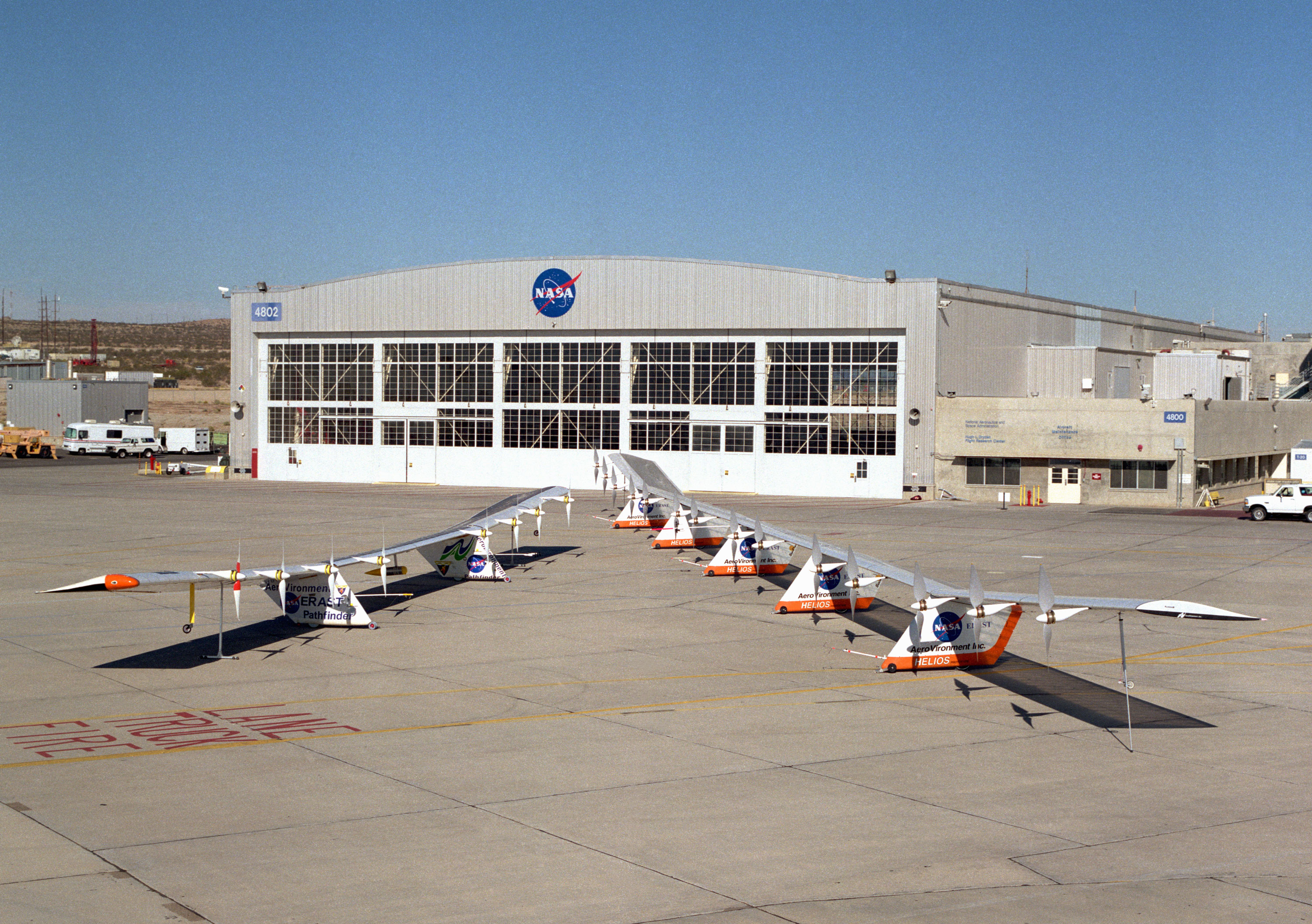
ناسا باثفايندر (يسار) و هليوسبروتوتايب (يمين) على منحدر درايدن

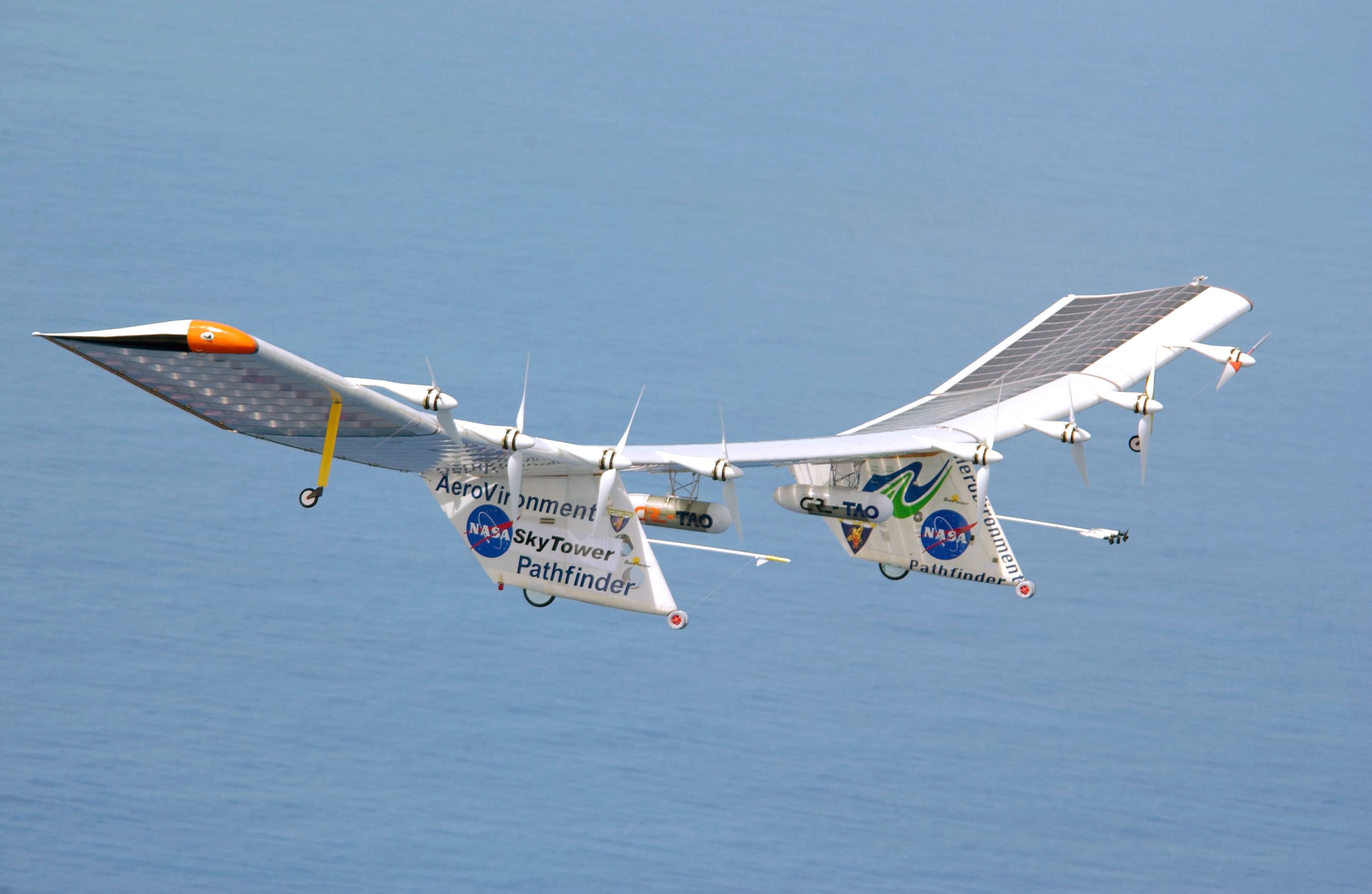
مركبة باثفايندر بلس أثناء تحليقها فوق هاواي، يونيو 2002، مزودة بمعدات اتصالات سكاي تاور

سويتشبليد و واسب و بوما .